# Ленинский (Головчинский сельсовет)
Ле́нинский — упразднённый посёлок, входивший в состав Головчинского сельсовета Белыничского района Могилёвской области Республики Беларусь. 

## Географическое положение
Ближайшие населённые пункты: Отрядное, Кастричник, Калинина.

## История
До 11 марта 1960 года посёлок входил в состав Трилесинского сельсовета, после ликвидации которого в связи с укрупнением сельсоветов, был включён в состав Головчинского сельсовета.
23 июня 2017 года посёлок был упразднён. 